# 桑特·切凯里尼
桑特·切凯里尼（義大利語：Sante Ceccherini，1863年11月15日—1932年8月9日），意大利前男子击剑运动员。他曾代表意大利参加1908年夏季奥林匹克运动会击剑比赛，结果获得男子团体佩剑的银牌。